# HD 102117 b
HD 102117 b (Leklsullun) – planeta orbitująca wokół gwiazdy HD 102117 (Uklun). Została odkryta w 2004 roku metodą pomiarów zmian prędkości radialnej. Jest małym gazowym olbrzymem, o masie poniżej 1/5 masy Jowisza. W chwili odkrycia była jedną z najmniej masywnych znanych planet pozasłonecznych.

## Nazwa
Planeta ma nazwę własną Leklsullun, co oznacza „dziecko” lub „dzieci” w języku pitkarnyjskim. Nazwa została wyłoniona w konkursie zorganizowanym w 2019 roku przez Międzynarodową Unię Astronomiczną w ramach stulecia istnienia organizacji. Uczestnicy z Wysp Pitcairn mogli wybrać nazwę dla tej planety. Spośród nadesłanych propozycji zwyciężyła nazwa Leklsullun dla planety i Uklun dla gwiazdy.